# Tensobentenga
Tensobentenga è un dipartimento del Burkina Faso classificato come comune, situato nella Provincia  di Kouritenga, facente parte della Regione del Centro-Est.
Il dipartimento si compone del capoluogo e di altri 25 villaggi: Bogodin, Dakonsin, Doubguin, Doure Yarcé, Goguin, Gonsin, Kombestenga, Koulwoko, Naikin, Naobin, Nédoguin, Ouamzalin, Pistenga, Setebtenga, Silgtéogo, Simpiguin, Soansa, Soumdi, Tampialin, Timtenga, Tougmetenga, Toutgoguin, Yabré, Zéologuin e Zomkome.